# امانوئل گریا
امانوئل گریا (انگلیسی: Emanuele Geria؛ زادهٔ ۲۹ ژوئیهٔ ۱۹۹۵) بازیکن فوتبال است.